# فرمانداری‌های ۴ گانه

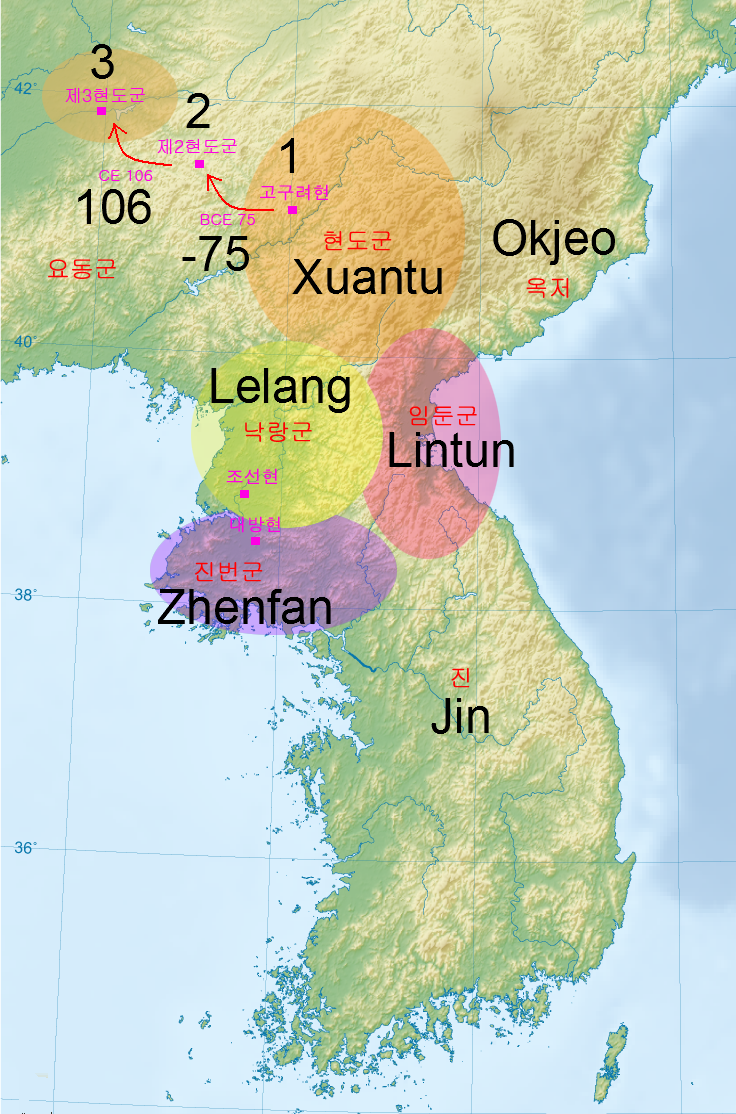
چهار فرمانداری هان: فرمانداری زوانتو: نارنجی فرمانداری لیوندانگ: زرد فرمانداری لیندان: صورتی فرمانداری زنفان: بنفش در موقعیت چهار فرمانداری اوکجه در شمال شرقی و استان جین در جنوب قرار دارد.

در سال ۱۰۸ قبل از میلاد حکومت ۲۲۲۵ سالهٔ گوجوسان دچار انحطاط شد و امپراتوری هان گوجوسان را به وسیلهٔ تفرقه نابود کرد امپراتوری گوجوسان توسط هان به چهار قسمت شد و به هان پیوست در این چهار قسمت ۴ فرمانداری ایجاد شد که به آن‌ها فرمانداری‌های ۴ گانه می‌گویند.

## هیون تو گون
مأموریت این فرمانداری توسعه روابط خارجی سلسله هان و کنترل امپراتوری بویو بود.
این فرمانداری سعی کرد از ساخت سلاح در بویو جلوگیری کند و بویو را آرام آرام از بین ببرد.
اما امپراتور گوموا به خاطر زیرکیش متوجه این موضوع شد و به دلیل نجات مردم گوجوسان
به فرمانداری‌های جیم یئون یم دون حمله کرد اما سرانجامی برای بویو نداشت زیرا آن‌ها در ابتدا فکر می‌کردند فقط با دو فرمانداری و قوای کمکی هیون تو گون می‌جنگند. در حالیکه ارتش فرمانداری‌های جیم یئون یم دون از بویو شکست خورده سپاه ۲۰۰۰۰ نفری هیون تو گون با وجود اینکه تدارکاتش به دست دشمن افتاده‌است دفاع می‌کند این ارتش هم در حال شکست خوردن است که ارتش فرمانداری یودونگ بر مردم جنوب غلبه می‌کند و ارتشی ۳۰۰۰۰ نفری را می‌فرستد دفع محکم ارتش هیون تو گون باعث می‌شود که بویو قبل از اینکه ارتش یودونگ از راه برسد به دستور تسو ولیعهد بویو از این جنگ عقب‌نشینی می‌کند. تسو این فرمان را می‌دهد زیرا امپراتور به دلیل اصابت تیر به او به شدت زخمی شده‌است و هان از بویو تقاضای غرامت می‌کند.
هیون تو با دفاع نقش زیادی در پیروزی هان داشت. اما این پیروزی‌ها زیاد دوام نیاورد.

## فرماندار
فرماندار هیون تو یانگ جونگ نام داشت که شاهزاده کیما بود او بعد از فتح کیما اسیر شد اما توانست اعتماد چینی‌ها را جلب کند و به کشور خود خیانت کرد و فرماندار شد.
او با اینکه روابط بدی با بویو داشت تسو را به عقد دخترش درآورد.
بعد ار مأموریت جنگی مأمور جلوگیری از قدرت گرفتن جومونگ در جولبون شد اما او با وجود فرستادن ارتش‌های زیاد باز هم شکست خورد و در مرز برکناری قرار گرفت.

## سرنوشت
هیون تو گون سر انجام به دست جومونگ فتح شد و با فتح این فرمانداری گوگوریو به وجود آمد و فرماندار یانگ جونگ کشته شد.

## یودونگ
یودونگ یکی از مهمترین فرمانداری‌های هان بود که پس از نابودی گوجوسان (چوسان قدیم ) به دستور امپراتور هان ساخته شد.

## یودونگ قدرت می‌گیرد
پس از سال ۳۷ قبل از میلاد و فتح هیون تو گون امپراتور هان به سختی بیمار شد در همان زمان نخست‌وزیر هوانگ ماجین برادر زاده اش هوانگ زگینگ را فرماندار یودونگ کرد و اختیارات بالایی به او داد او طی پانزده سال خودش را برای جنگ با گوگوریو به صورت مخفی آماده کرد. یودونگ با سپاهی بزرگ به گوگوریو حمله کرد و گوگوریو را به خطر انداخت سربازان هان حتی موفق شدند ژنرال جناح چپ گوگوریو که موگول نام داشت بکشند اما اشتباه هوانگ زگینگ برای زمان حرکت سربازها باعث شد منطقهٔ یوتوت مهمترین نقطهٔ استراتژیک به دست گوگوریو بیفتد و نیروهای یودونگ محاصره شدند در همین زمان نیروهای متحد بویو و گوگوریو به سربازان حمله کردند و یودونگ را تحت اختیار گرفتند.

## یم دون
یم دون یکی از فرمانداری‌های ۴ گانه امپراتوری هان بود که در سال ۱۰۸ قبل از میلاد به دستور امپراتور هان و پس از نابودی گوجوسان ساخته شد. این فرمانداری در جنگ بویو و هان در معرض نابودی قرار گرفت اما این جنگ به سود هان تمام شد و به دلیل خسارات بسیار به چانگ ان پیوست.

## جیم یئون
جیم یئون یکی از فرمانداری‌های ۴ گانه امپراتوری هان بود که در سال ۱۰۸ قبل از میلاد به دستور امپراتور هان و پس از نابودی گوجوسان ساخته شد. این فرمانداری در جنگ بویو و هان در معرض نابودی قرار گرفت اما این جنگ به سود هان تمام شد و به دلیل خسارات بسیار به چانگ ان پیوست.